# Pallavolo ai XXX Giochi del Sud-est asiatico
La pallavolo ai XXX Giochi del Sud-est asiatico si è disputata durante la XXX edizione dei Giochi del Sud-est asiatico, che si è svolta a Pasig nel 2019.

## Podi
| Evento                         | Oro        | Argento   | Bronzo     |
| Pallavolo maschile (dettagli)  | Indonesia  | Filippine | Thailandia |
| Pallavolo femminile (dettagli) | Thailandia | Vietnam   | Indonesia  |